# Pia Nilsson (politiker)
Inger Pia-Lena Nilsson, född 31 mars 1962 i Möklinta församling i Västmanlands län, är en svensk politiker (socialdemokrat), som var riksdagsledamot mellan 2004-2022. Hon har varit ledamot av Sala kommunfullmäktige sedan 1985 och var ledamot av kommunstyrelsen 1994 till 2004.

## Uppdrag

### Uppdrag i riksdagen
Pia Nilsson var ledamot i utbildningsutskottet, suppleant i EU-nämnden och ersättare i riksdagsstyrelsen. Mellan 2011 och 2014 var Nilsson ledamot i finansutskottet och mellan 2011 och 2015 i valprövningsnämnden. Mellan 2006 och 2011 och igen mellan 2014 och 2018 var Nilsson ledamot i trafikutskottet och 2005-2006 ledamot i lagutskottet.

### Uppdrag i Socialdemokraterna
Nilsson var ledamot i socialdemokraternas partistyrelse mellan 2007-2021. I Västmanland var hon ordförande i distriktsstyrelsen.

### Övrigt
Nilsson är också personlig suppleant i styrelsen för Stiftelsen Riksbankens jubileumsfond. Hon bor i Sala med sin sambo.